# Ergué-Gabéric
Ergué-Gabéric è un comune francese di 8 106 abitanti situato nel dipartimento del Finistère nella regione della Bretagna.
Il suo territorio è bagnato dal fiume Odet.

## Società

### Evoluzione demografica
Abitanti censiti